# Ozamiz
Ozamiz é uma cidade de terceira classe de renda da cidade na província Misamis Ocidental, nas Filipinas. De acordo com o censo de 1 de maio  de  2020 possui uma população de 140 334 pessoas e 32 933 domicílios.